# 亚当·温赖特
亞當·帕里什·溫賴特（英語：Adam Parrish Wainwright，1981年8月30日—）是美國職棒大聯盟的投手，生涯皆效力於聖路易紅雀。

## 早年生活
高中時期溫賴特是格林學院（Glynn Academy）的頭號希望之星，他原計劃進入佐治亞理工學院，但在2000年的大聯盟業餘球員選秀大會上被他喜歡的亞特蘭大勇士挑中，因此他選擇跳過大學，和勇士隊簽約，簽約金為125萬美元。
2003年12月，勇士隊將溫賴特和傑森·馬奎斯、雷·金一起送到聖路易斯紅雀，用來交換J·D·德魯和伊萊·馬雷羅（Eli Marrero）。

## 大聯盟生涯
在紅雀隊小聯盟度過兩個不太平坦的賽季後，溫賴特終於在2005年9月11日登上美國職棒大聯盟。

### 2006年：中繼投手，終結者，冠軍
2006年溫賴特以中繼投手的身份進入紅雀開幕戰陣容。5月24日，溫賴特職業生涯第一次上場打擊就從舊金山巨人的投手諾亞·勞瑞（Noah Lowry）手中敲出全壘打，他也成為了大聯盟歷史上第22位職業生涯首打席首顆球就擊出全壘打的球員。
這個賽季溫賴特很好地擔任起中繼投手的角色，由於紅雀隊終結者傑森·伊斯林豪森（Jason Isringhausen）季末的受傷，使得溫賴特臨時擔當起球隊終結者的重任。9月27日和9月30日兩場對休士頓太空人重要的比賽中，溫賴特幫助球隊守下勝利，紅雀隊也拿下了國聯中區的冠軍。
溫賴特在季後賽中繼續擔任終結者。他在季後賽一共出場9次，9.2局無失分，4次救援成功。其中在世界大賽第五場9局上半溫賴特用一顆滑球將布蘭登·英吉三振出局，從而幫助球隊拿到世界大賽冠軍。

### 2007年至今：先發投手
2007年開始溫賴特轉向擔任先發投手。由於球隊王牌投手克里斯·卡本特的受傷，使得溫賴特承擔起更大的責任。8月10日溫賴特在對洛杉磯道奇的比賽中生涯第一次完投，但球隊以1比2負於對手，這是全隊在整個2007賽季唯一一場九局完投。自從五月中旬起溫賴特投出了9勝6敗、防禦率2.94的優異成績。整個賽季他幾乎在投手數據的每個項目都是全隊最高的。
2008年3月溫賴特和球隊簽訂了四年總價值2100萬美元的合同，球隊擁有2012年和2013年的選擇權。

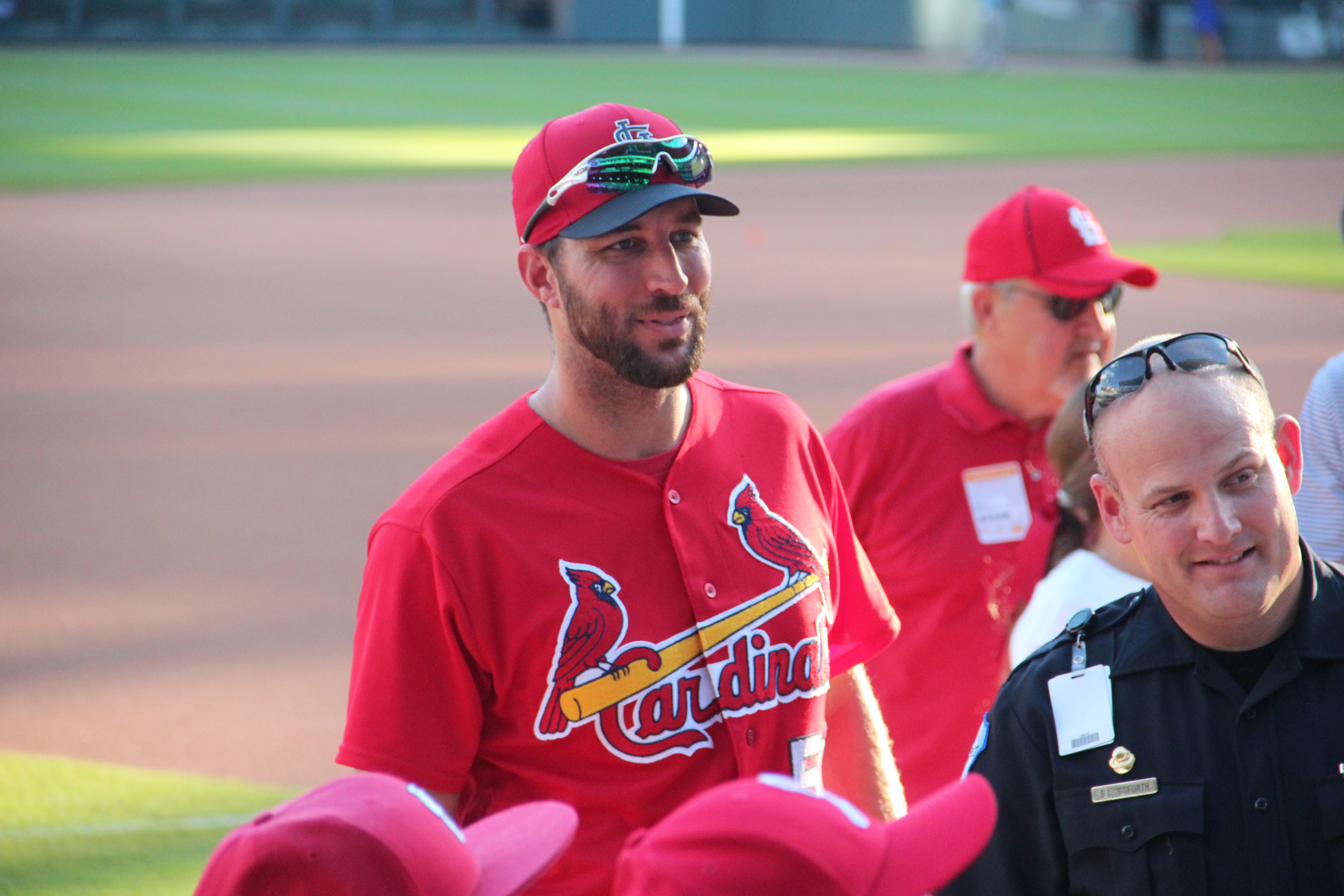
2018年的Wainwright

由於手指受傷，溫賴特在2008年錯過了2個半月的賽季，但他仍然投出了11勝3敗、防禦率3.20的成績，是紅雀隊先發投手中最好的。
2009年溫賴特的成績更進一步，至今仍以18勝的成績領先全聯盟。

## 個人生活
溫賴特信仰基督教。賽季間歇期他住在佐治亞州的聖西蒙斯。他和他的妻子珍妮擁有兩個女兒，分別在2006年9月10日和2008年10月22日出生。

## 外部鏈接
- 球員資訊和成績在MLB ，ESPN ，Retrosheet ，Baseball Reference ，Baseball Reference (Minors) ，Fangraphs ，The Baseball Cube （英文）